# Amt Gerichtstetten

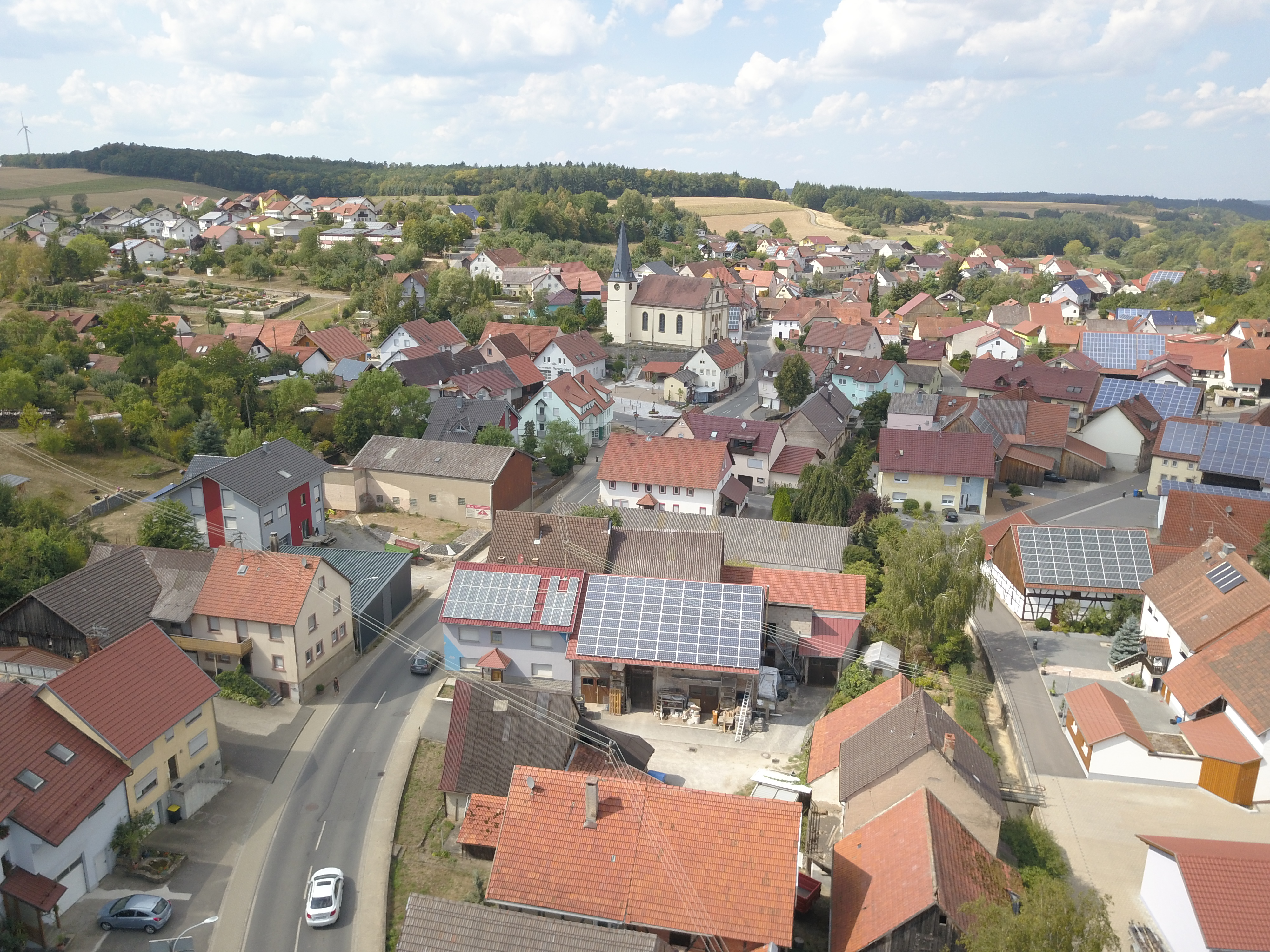
Gesamtansicht von Gerichtstetten

Das Amt Gerichtstetten war eine während der napoleonischen Zeit von 1807 bis 1813 bestehende Verwaltungseinheit im Norden des Großherzogtums Baden.

## Geschichte
Zu Zeiten des Heiligen Römischen Reiches hatte sich in dem im Bauland gelegenen Gerichtstetten eine geteilte Ortsherrschaft herausgebildet. Die eine Hälfte war von den Grafen von Wertheim, die dort 1632 ein Amt eingerichtet hatten, auf dem Erbwege zu der in mehrere Nebenlinien geteilten Familie Löwenstein-Wertheim gekommen. Die andere lag unter kirchlicher Landeshoheit des Hochstifts Würzburg und war dem Amt Hardheim zugeordnet, sie wurde mit Inkrafttreten der Bestimmungen des Reichsdeputationshauptschlusses 1803 dem Fürstentum Leiningen zugeteilt.
Nachdem sowohl Wertheim als auch Leiningen in Umsetzung der Rheinbundakte 1806 mediatisiert und in diesem Bereich der badischen Landeshoheit unterstellt worden waren, änderte sich an der Situation wenig. Im Sommer 1807 wurde ein standesherrliches Amt Gerichtstetten errichtet. Es umfasste mit Hirschlanden, Buch am Ahorn und Schwarzenbrunn drei Orte, die schon länger unter wertheimischer Herrschaft gestanden hatten, außerdem den entsprechenden Anteil an Gerichtstetten. Die Leininger Hälfte wurde dem Amt Walldürn zugeteilt. Im Rahmen der Verwaltungsgliederung Badens zählte es zunächst zur Provinz des Unterrheins oder der Badischen Pfalzgrafschaft, ab 1809 zum Main- und Tauberkreis.
1813 wurde das Amt Gerichtstetten aufgelöst. Hirschlanden kam zum Bezirksamt Boxberg, der Rest zu Walldürn.

## Spätere Entwicklung
Nach zahlreichen Verwaltungsreformen, an deren Ende die vier Orte ihre Selbstständigkeit einbüßten, verteilt sich das Gebiet des Amtes Gerichtstetten seit 1973 auf diese zwei Landkreise:
- Gerichtstetten (zu Hardheim) und Hirschlanden (zu Rosenberg) liegen im Neckar-Odenwald-Kreis
- Buch am Ahorn und Schwarzenbrunn (beide zu Ahorn) liegen im Main-Tauber-Kreis